# Hôtel de Ville (Poma 2000 de Laon)
Pour les articles homonymes, voir Hôtel de Ville.
Ne doit pas être confondu avec Hôtel de ville de Laon.
Hôtel de Ville est une ancienne station du Poma 2000 de Laon, située à côté de l'hôtel de ville dans la ville haute de Laon dans l'Aisne. Il s'agit du terminus amont de la ligne.

## Situation
La station est située à 180 m d'altitude en contrebas des rues du Jardin de l'Arc et du rempart Saint-Rémy derrière l'hôtel de ville de Laon et suit la station intermédiaire Vaux. La machinerie du tronçon amont se situe en dessous.

## Histoire
La station est mise en service le 4 février 1989 en même temps que la ligne, qui succède au tramway de Laon, à crémaillère, qui avait son terminus à proximité entre l'hôtel de ville et l'ancienne église Saint-Rémy-au-Velours,
Elle est située dans un bâtiment construit sous le niveau de la rue et surmonté d'un promontoire vitré recouvert d'un toit en lauze offrant une vue panoramique de façon que l'ensemble s'intègre au bâti ancien. Elle ne possédait qu'un seul quai contrairement à l'autre terminus, bien qu'une plateforme de service existe.
Elle ferme en même temps que la ligne, le 27 août 2016 et sert en partie de stockage pour les services techniques municipaux,.

## Services aux voyageurs

### Accès
La station possède trois entrées : la principale, accessible par un escalier à l'intersection de la rue du rempart Saint-Rémy et de la promenade Yitzhak Rabin et donnant sur l'arrêt de bus des TUL, une seconde entrée accessible depuis l'arrière de la station depuis la rue du Jardin de l'arc et fin la troisième permet d'accéder à la station depuis l'avenue Gambetta, au niveau de l'arrêt de bus éponyme, via un escalier.
Elle dispose d'un hall où l'on trouve l'oblitérateur pour les tickets.

### Intermodalité
De par sa position derrière l'hôtel de ville de Laon, la station mettait en correspondance le Poma avec la navette des Transports urbains laonnois (TUL) desservant la ville haute.

## À proximité
La ville haute médiévale et ses nombreux monuments.